# Beauchastel

Beauchastel este o comună în departamentul Ardèche din sud-estul Franței. În 1 ianuarie 2022 avea o populație de 1.847 de locuitori.